# Маркграфство Баден
Маркграфство Баден (на немски: Markgrafschaft Baden) е историческа територия в Свещената Римска империя на немската нация. Тя е наричана така през 1112 г. и съществува първо до разделението през 1535 г. в Маркграфство Баден-Дурлах и Маркграфство Баден-Баден. През 1771 г. територията е отново обединена, а през 1803 г. е в Курфюрство Баден и 1806 г. в Велико херцогство Баден.
Господарите на маркграфството са били от фамилията Дом Баден, които произлизат от род Церинги. Столици са до 1535 г. Баден и от 1771: Карлсруе.
Основател на династията на баденските маркграфове е Херман I (1052 – 1074), най-възрастният син на Бертхолд I от Церинген (1024 – 1078). Неговият син граф Херман II, граф в Брайзгау, се наричал първо маркграф на Лимбург, и от 1112 г. маркграф на Баден на името на новия център – замъка Хоенбаден в днешен Баден-Баден.
От 1190 г. съществува страничната Хахбергска линия.
Чрез наследствена подялба Баден е разделен 1535 г. на двете територии Маркграфство Баден-Дурлах (с Хахберг-Заузенберг) и Маркграфство Баден-Баден.
Маркграф Карл Фридрих от Баден-Дурлах наследява 1771 г. католическата линия Баден-Баден и я взема в своето владение. Резиденция е Карлсруе, където маркграф Карл Вилхелм от Баден-Дурлах 1715 г. е изместил резиденцията си.
От 1771 г. територията, наричана Маркграфство Баден, става Курфюрство Баден (1803 – 1806) и след това с по-голяма тертория става Велико херцогство Баден (1806 – 1918).